# فرانشيسكو غوتشيني
فرانشيسكو غوتشيني (Francesco Guccini) (مودينا، في 14 يونيو 1940) هو أحد أهم مشاهير الفن الإيطالي؛ فهو موسيقي وكاتب غنائي مؤلف وممثل. 

يُعد أحد أهم وأشهر المغنيين المؤلفين، ويرجع أول ظهور رسمي له لعام 1967 بألبومه الغنائي بـ فولك بيت رقم 1، (ولكنه كان قد كتب من قبل ضد المجتمع في عام 1960). وفي مسيرته الفنية التي تتعدى الأربعين عاماً تم إنتاج ونشر أكثر من عشرين ألبوماً غنائياً له. وهو أيضا كاتب وأحيانا ممثل، ومؤلف موسيقى تصويرية وقصص مصورة.كما أنه يشتغل بعلم المعاجم والصناعة المعجمية وعلم اللغات والإتيمولوجيا وعلم اللهجات والترجمة والمسرح، كما يؤلف الأغاني لفنانين آخرين. 

يعتبر غوتشيني، إلى جانب فابريتسيو دي أندريه أحد أبرز المنتمين لمدرسة المغنين المؤلفين الإيطالية وجمع في نفسه الخصائص الرئيسية لهذه الحركة. ويتم غالباً مقارنة نصوصه بمؤلفات شعرية بسبب التآلف الواضح مع استخدام البيت الشعري لدرجة أدت إلى تكوين مادة تعليمية يتم تدريسها في المدارس كمثال للشاعر المعاصر. وعلاوة على التقدير الذي حظي به من جانب النقاد، قابل متابعة جماهيرية واسعة؛ ليتم اعتباره بذلك من البعض المؤلف المغني «الرمز»، على مدار ثلاثة أجيال.

قام بتدريس اللغة الإيطالية حتى منتصف الثمانينيات في مدرسة ديكنسون وهي مدرسة خارج الحرم الجامعي بمدينة بولونيا، والتي تتبع جامعة بنسلفانيا. ويعزف غوتشيني القيثار الصوتي، وغالباً ما تكون هذه الآلة أساساً لموسيقاه.

تشتهر أغانيه بقيمتها الشعرية والأدبية، تحصل في عام 1990م على جائزة يوجينيو مونتالي للأبيات في الموسيقى.

## الطفولة 1940-1950
مؤلف الأغاني فرانشيسكو جوتشيني، ابن لفيروشيو جوتشيني والذي نشأ في مدينة بيستويسي ووالدته استر براندي ربة منزل في كابري، ولد في مودينا 22 شارع دومينكو كوكياري 14 يونيو 1940. وبعد دخول إيطاليا الحرب العالمية الثانية تم استدعاء والده لأداء الخدمة العسكرية ولذلك أجبر الصغير فرانشيسكو للذهاب للعيش مع والدته بجانب جدوده وذلك في مدينة بافانا علي جبال الأبنينو. وذكر جوتشيني أكثر من مرة في أعماله أيام الطفولة التي كان يقشيها علي جبال الأبنيني: وقد خصص جوتشيني قصيدته الأولي للحديث عن مدينة بافانا والتي كانت تحت عنوان (كورنيكي ابافينكي) والكثير من أغانية مُستمدة من بيئتة الجبلية والتي كان يفتخر بها كثيرًا. وكان الأحساس القوي بالانتماء للأماكن التي نشأت بها عائلته، الموصوف في مقطع الجذور، النواة الرئيسية لشعره وأصبح موضوعا رئيسياً في جميع كتاباته ومقاطعه فعلى سبيل المثال بجد ذلك في قصيدة امريجو والتي تحكي قصة الفقر والتهميش لعم مهاجر وبعد نهاية الحرب ذهب جوتشيني إلي أماكن لم يذهب إليها منذ طفولته. وفي عام 1945 عاد للعيش مع الأم في مودينا وفي السنة التالية عاد الأب من والسجن واستكمل مسيرة عمله.

## فترة المراهقة 1950- 1985
قضي جوتشيني فترة المراهقة في مدينة مودينا، الموصوفة بشجن في قصيدة المدينة الصغيرة، وهذه الفترة ذكرت بعد ذلك في روايته الثانية (بقرة الكلب). بعد الانتهاء من المدرسة الإجبارية التحلق جوتشيني بالمعهد التعليمي كارلو سيجومو (بفضول في نفس مدرسة المغني ذو الصوت العالي لوتشيانو بافروتي)، ثم تخرج عام 1985 تلك الفترة لم تكن مليئة بالسعادة، فالهروب من مدينة بافانا وضعه في مواجهة الواقع المودني الذي تحرك ضده جوتشيني في نصوصه. كانت هذه السنوات بمثابة النواة الرئيسية لتكوينه الثقافي والموسيقيا اتضحت في ذلك السياق قصص أناشيده المتعلقة بالمجتمع والحياة المدنية، بالإضافة إلي الحكايات والشكوك والتي تم إيضاحها في قصيدة سامنتا. ومن الممكن إيجاد إشارات أخرى عن مودينا وذلك في المقطوعة الحزينة (الذي لا 1990) والتي تذكر فيها جوتشيني، بنبرات من الأنين، صديق حميم له من الأقزام.

## فترة الشباب وبداية العالم الموسيقي (1959-1966)
انتهت التجربة العملية الأولي لجوتشيني كمدرس في إحدي جامعات مدينة بيسارو بنتيجة سلبية حيث أنه ترك تلك الجامعة بعد وقت قصير. وبعد ذلك نجد تجربته في صحيفة مودينا: لمدة سنتين اكتشف دور الصحافة منشغلاً بمقولته (مرهق العمل 12 ساعة من اجل 20 الف جنيه شهريأ). في مجال التحرير كانت عنده واجبات مخُتلفة، واضعاً في اهتمامه بصفة خاصة الأحداث القضائية، ومن بين مقالاته التي ظهرت بصورة بارزة تلك المقابلة الصحفية مع المغني دومنيكو مودونو في شهر أبريل 1960م، هذه المقابلة مع المغني بولوني دفعت جوتشيني إلى كتابة أول قصيدة له ككاتب ومغني تحت عنوان antisociale.
بدأ جوتشيني أولى خطواته في عالم الموسيقي كمغني وعازف للجيتار وذلك في فرقة اوركسترا باحدي أماكن الرقص، وتلك المجموعة ضمت بين طياتها العديد من الأشخاص مثل بيرفاري (الذي أصبح بعد ذلك منتج جوتشيني)، فيكتور اسكولاياني (مؤلف مستقبلي لفرقة ايكيب 84) وعازف الجيتار فرانكو فيليني استروكي، كما ضمت آلات موسيقية مثل الدرامز والساكسفون هذه الفرقة بدأت عملها عام 1958 وكانت تسمي بالهرويكانز ثم سنيكيرز وفي النهاية القطط وذلك بعد الاتحاد مع مارينو الفي كانتريلا: مع السنيكرز كتب جوتشيني قصائده الأولى مثل طفلة تري، السماء تعرف البكاء roy teddy boy ،ancora، الطيران كعيون الملائكة rock in roll وذلك علي طريقة المغني بينو دي كابري وفرقة الإخوة إيفيرلي وتك جمع تلك القصائد مع بعض التدخلات الجديدة للعصر مكونين الشكل الجديد للأوركسترا. على مدار سنتين حصلت تلك الفرقة علي العديد من المزايا، مقدمين عرضهم على الشاطيء الروماني واثناء بعد العروض في النمسا أصطحب جوتششيني عازف الجيتار نونزو جالو المعروف بحصوله علي جائزة احتفال سانريمو عام 1957 عن أغنية اوتار جيتاري بألأشتراك مع كلاديو فيلا. في نهاية عام 1961 انتقلت عائلة جوتشيني الي بولونيا بشارع ماسيرانتي، وعاش فرانشيسكو (الملحق ب جامعة بولونيا كلية اللغات) لبعض الوقت مع الفي كانتريلا في يوليو 1962، رحل جوتشيني لأداء الخدمة العسكرية وذلك في مدينة ليشي في مدرسة فانتريا وفي تريسيتي. وقد اكتسب خبرة واسعة من خلال الخدمة العسكرية. قبل رحليه بوقت قصير قام بكتابة بعض الأغاني التي أهمل العديد منها وذلك ببعض الخجل وبعض الخذي.
وكان من بين تلك الأغاني قصة الغارقين والجمعة المقدسة. وفي نفس الوقت أثناء غياب جوتشنيني تشكلت مجموعة القطط بهيئة جديدة. ومن خلال فيلم الشباب الأسود لمواريزيو فانديللي عام 1964 ظهرت مجموعة ايكيب 84. بعد الانتهاء من أداء خدمته العسكرية رفض جوتشني استكمال دراستخ، تاركا خطوه من أجل التخرج (في عام 2002 حصل علي جائزة اونروس وذلك في علوم التكوين). بسبب نضجه الموسيقي والفني ظهرت بقوه أغاني الجروب التوريني (كانتاكرونيكي) لــ فاويستو امودي، سيرجيو ليبروفيشت وميكيلي سترانيري، وحماسه الفني دفعه إلى الاهتمام بموسيقي الـ بيت (وفي هذه الفترة اكتشف بوب ديلان)، وألف قصائد مثل اوشتزي (وكانت تحت عنوان الطفل في الرياح) ومن الحب الذي يولد منه الإنسان نجحت فرقة ايكيب 84 التي قامت بعمل قصيدة انتي سوشيالي في يناير 1966 وقصيده (نحن غير موجودين) التي أبدعتها فرقة نوماندي.

## بداية ظهوره
طلبت منه شركة الأسطوانات سى جى دى منه عام 1967 المشاركة في مهرجان سان ريمو لذلك العام باعتباره مؤلفاً للمقطوعة الموسيقية قصة حب.
ولتقديمه تم اختيار مطربتين من هذه الشركة وهما كاترينا كازيللى وجوليا تشينكويتتى لكن الأغنية لم تتفوق في المسابقة. وكما أوضح روبرتو (الذي كان في ذلك الوقت أحد المؤلفين الشركة) بأن الشركة وضعت شاعرين للأغانى محترفين وهما دانييله باتشه وماريو بانزيرى لإجراء تعديل على الأغنية وهذا تدخل قبله جوتشى على مضض ودفعه للتنازل عن مزيد من التعاون.
وعلى أية حال فإن الأغنية طرحت من قبل مطربتين وهما جوليا تشينكويتى في ألبوم الوردة السوداء ومن كاترينا كازيللى في ألبوم فالنرفع التكليف.
كانت بداية حياته المهنية كمطرب في ألبوم الفن الشعبى الجزء الأول والذي صدر في مارس عام 1967. في اسطوانته التي لاقت نجاحا سيئاً للغاية (كما أحد جوتشى أنها لا شئ من الناحية العملية). يسيطر على طابعه وأسلوبه الفنى موضوعات الألم والانتحار والوفاة والهولوكوست والحرب (يبدو أنها تجربة ذات طابع إيطالى).
من بين الأغانى المسجلة كانت هناك من بينهم ثلاث أغانى قد حققوا نجاحاً من نومادى من فريق 84 وهي نحن لن نكون وضد المجتمع وأغنية Auschwitz وهذه الأخيرة قد تم ترجمتها إلى اللغة الإنجليزية.

## النجاح
كانت القفزة الحقيقية والنوعية عام 1972 في ألبوم راديتشى Radici الذي كان يحتوى على بعض أغانيه المعروفة: بداية من أغنية القاطرة وهي أغنية تتناول الأحداث الحقيقية حيث يواجه فيها جوتشى موضوع المساواة والعدل الاجتماعى والحرية على غرار مؤلفين الموسيقى الأناركية في نهاية القرن الثامن عشر. الخط الرئيسى للألبوم كما يشير العنوان هو البحث الأبدى للجذور وهذا يظهر من الغلاف الموجود على الأسطوانة حيث هناك على خلفية ساحة لمنزل قديم بالجبل يظهر أجداد وأعمام جوتشى (من بينهم أيضاً إنريكو التي ستروى قصته فيما بعد). وصف النقد الألبوم بالألبوم الحالم والتأمل. من بين الأعمال التي تمثل قمة أعمالة الفنية أغانى مثل لقاء، والمدينة الصغيرة، وأغنية عشرة شهور.
أحضر جوتشى في نفس العام إلى شركة إيما إيطاليانا EMI Italiana مطربًا شابًا الذي استمع إلى بعض الأغنيات التي أثرت فيه وهو كلوديوا لوللى الذي سيتعاون معه في المستقبل في تأليف أغنيتين وهما (كيوتن وأغنية فالنرقص مع واحدة غير معروفة) التي تعد بداية نشاط جوتشى الفنى.
جاء النجاح التجارى لجوتشى عام 1976 . أنه عام الألبوم شارع باولو فابرى وهذا الألبوم الذي حقق أعلى مبيعات من بين خمس ألبومات هذا العام.صوته أصبح أكثر نضجًاًوحزمًا وثقًة.وهيكله الموسيقى أصبح كثر تعقيدًا عما سبق.

## نفى وحب وشك (1990-1999)
ذلك الذي لا0000 (1990) وهو ألبوم استمراراً للشعر مع الذي يسبقه وبه يؤدى جوتشى مجموعة من الأغنانى من بينها نذكر ذلك الذي لا وأغنية الأسئلة المعتادة التي حصلت على جائزة «أفضل أغنية لهذا العام» نظراً لقيمتها الشعرية والأدبية من نادى تنكو. بعد ثلاث سنوات (1993) ظهر الألبوم Parnassius Guccinii
حيث يغنى فيه أغنية Samantha وهي عبارة عن قصة حب لم تتم بسبب التقاليد الاجتماعية. وأغنية وداعاً التي بها المقطع الأخير تكريماً وإشارة مباشرة لأغنية وداعاً أنجلينا لبوب ديلون.
بعد ثلاث سنوات (أي في عام 1996) أغنية حب الموت والذي حقق نجاحاً في المبيعات. من بين أغانى الألبوم التي حققت نجاحاً نذكر أغنية Cirano (تم تلحينها على يد جان كارلو وكتبها بيبه داتى) وهي أغنية مستوحاة من مسرحية شهيرة وهي سيرانو دي برجراك. من بين الأغنيات الأخرى نذكر التين (في الواقع هذه الأغنية قدمت بالفعل في التليفزيون من عشرين عاماً وتم نقلها مباشرة على قناة راى 2 في برنامج Onda libera . وأغنية نفسى المهداة لرفيقته الجديدة رافييلا ذوككارى Raffaella Zuccari; وأغنية أربعة خرق التي تحكى قصة حب لأنجيلا لكن بطريقة حادة كثيراً بالنسبة لأغنية وداعاً التي كانت في الألبوم السابق. وأغنية النجوم التي تعبر عن عدم قدرة الإنسان وعن ضئالته أما عجائب السماء. في عام 1998 أصدرت شركة الإنتاج التي تنتج له " la EMI Italiana" للاحتفال بالذكرى الثلاثون مجموعة من الاسطوانات الحية لفننيها الأكثر أهمية وكان من بينهم جوتشى وأبدى المطرب موافقته لكنه لم يشارك في المشروع ولام كثيراً الخطاء الذي على الغلاف.

## الشعر
يقدر شعر جوتشى في يومنا هذا من قبل العديد من الأصوات والمؤلفين الأدبين وتمتد إلى أنواع موسيقية واسعة. يستخدم جوتشى العديد المخرجين اللغويين من شعر البلاطى والشعر الشعبى ففى نصوصه نستطيع أن نجد العديد من الإشارات لمؤلفين عظماء كما يتناول كمية هائلة من الموضوعات للوصول إلى نهاية أخلاقية. عند قراءة أحاديثه من الممكن معرفة أسس تفكيره: استخدام خطط مختلفة من القراءة منها: الوجودية وما وراء الطبيعة.

## جوتشينى والكتب
«كتب وروايات جوتشى ليست باليسيرة حتى وإذا كانت الكتب مرتبطة بشكل عميق بالسرد وبعالمه الشعرى فإنها وللوهلة الأولى تبدو كتباً لعاشقين ليس فقط في الحلول اللغوية والأسلوبية الغير متوقعة لكن بسبب ارتباط هذه الروايات بماضينا القريب بشكل عميق زمن الفائت للفلاحين والمناطق الحضرية الجديدة البائسة. كما أنها مرتبطة أيضاً بطريقة أو بأخرى بزمن الآباء والأجداد»
أصدر جوتشى أثناء نشاطة الذي استمر لما يقرب من عقدين العديد من الكتب واشترك مع كتاب آخرين في تأليف كتب ومعالجة العديد من القضايا من بينها المتعلقة بالحقوق المدنية (منشغلاً بحالة سيلفيا بارالدينى) وبفن الكوميديا.
تعد رواية Cròniche epafàniche أول روايات جوتشى والتي صدرت عام 1989 من قبل Feltrinelli وهي أحد الروايات التي حققت نجاحاً كبيراً.
أصدر جوتشى أثناء نشاطة الذي استمر لما يقرب من عقدين العديد من الكتب واشترك مع كتاب آخرين في تأليف كتب ومعالجة العديد من القضايا من بينها المتعلقة بالحقوق المدنية (منشغلاً بحالة سيلفيا بارالدينى) وبفن الكوميديا.
تعد رواية Cròniche epafàniche أول روايات جوتشى والتي صدرت عام 1989 من قبل Feltrinelli وهي أحد الروايات التي حققت نجاحاً كبيراً.

## جوتشينى والسياسة
كانت معرفة قرب جوتشى من حزب اليسار من قبل الصحف محل نقد. وعبر جوتشى نفسه عن فكره حول العلاقة بين الأغانى والأحداث السياسية. «لكنى لم أقل أبداً أن الثورات تصنع الأغانى، فهى تستطيع أن تصنع الشعر» نقلاً عن الأفيليناتا.
إذا كان صحيحاً أن بعض مؤلفاته ملتزمة اجتماعياً، فإن الجزء الأكبر من نجاحاته مستمد من القيمة الفنية والأدبية العالية الواضحة. على أية حال فإن شخصية مثل جوتشى لا يمكن الكتابة عنه في إطار سياسى فهو نفسه (مثل صديقه Fabrizio De André)يوصف بالفوضوية لكنه أيضاً مؤيد للأحزاب اشتراكية ليبرالية ويدعم حزب البى أر إى.
في الواقع أنه أعرب في كثير من الأحيان عن تواجهاته نحو حزب الوسط اليسارى.
تظهر في أغانيه موقفه السياسى في الأغانى التالية: القاطرة (التي هي في نفس الوقت سرد تاريخى) ربيع بريجاتا عام 1969التى هي نقداً للاحتلال العسكرى السوفيتى بشيكوسلوفاكيا من العام السابق وأغنية قصة صغيرة عام 1976 (أغنية لصالح الإجهاض) وسيدة النفاق عام 1993 وأغنية لسيلفيا عام 1993 (مهداة لسيلفيا بارالدينى) ودون كيشوتتو عام 2000 وفصول 2000 وأغنية لكيه عام 2004 (مهداة إلى كيه جويفيرا) وميدان أليمونده عام 2004 (مهداة لأحداث القوى الصناعية الثمانية بمدينة جنوة الإيطالية) وجولة على الهضبة 2008-2011 (مهداة إلى البارتيزان).

## أشخاص وحكايات
افتتح المطرب القرن الواحد والعشرين بأغنية الفصول. هذا الألبوم يحتوى موضوعه على العديد من الدورات الزمنية التي تمر عبر السنين. من بين هذه الأغانى الخريف، وأغنية مازال لدى القوة (التي كتبت مع ليجابوه) ودون كيشوتى وأغنية وداعاً.

يستمر الألبوم مروراً بأغنية لأخرى مهداة إلى كارلو جوليانو وهو صبى توفى عام 2001 في مصادمات مجموعة الدول الصناعية بجنوة. كما هناك أغنية ليست مندرجة في أسطوانة وهي (حريتك 1971).

اصدرت دار النشر موندادورى في مارس عام 2010 لا أعرف أي وجه يملك وهي عبارة عن سيرة ذاتية لجوتشى والتي تحتوى في الجزء الثانى نقد من الأستاذ ألبرتو بيرتونى. 

في إبريل من عام 2011متزوج المطرب للمرة الثانية من رفيلا زوككارى وهي رفيقة دربه طوال أخر 15 عشر سنة الأخيرة.

## جوتشينى والسينما
بدأ نشاط جوتشى كممثلاً ومؤلفاً للموسيقى التصويرية في عام 1976 . لم يكن نشاطة بصفة خاصة مكثفاً ولكنه كان ثابتاً وازداد في عام 2000. كان أول ظهوره كممثلاً بمناسبة فيلم بولونيا Bologna وفيلم Fantasia, ma non troppo, per violino
للمخرج جان كارلو عام 1976. كانت هناك حلقة من المسلسل التليفزيونى «حكاوى المدينة» مخصصة لفيلم بولونيا التي كان بها الشاعر الغنائى جوليو تشيزاره كروتشى يؤدى في الفيلم حيث كان يعيش في المدينة وكان يصاحب هذه الحلقة أغانى تتعلق أخذت من نصوص أصلية لكروتشه. من الممثلين الأخرين للفيلم نذكر كلاوديو كازينيللى وبيرا ديللى إزبوستى الذي كان كلاً منهما يؤدى دوراً لأشخاص تاريخية بالمدينة.
علاوة على ذلك شارك في أفلام الأيام المغناة (عام 1979 من إخراج باولو بيترنجيلى) وكانت موسيقته التصويرية تحتوى على أغنية إسكيمو وأغنية المساء وفيلم موسيقى للحيوانات العجوزة (عام 1989 من إخراج أومبرتوا أنجيلوتشى وستيفانوا بينى حيت يتناول رواية Comici spaventati guerrieri أو المحاربين الكوميديين المفزوعين) وفيلم راديوا فريتشه Radiofreccia (عام 1998كان بداية لإخراج المطرب لوتشانو ليجابوه Luciano Ligabue) وفيلم الآن تمت (عام 1999 من إخراج إنزوا مونيتتى) وفيلم أحبك بجميع لغات العالم (عام 2005) وفيلم زوجة في غاية الجمال (عام 2007) وفيلم أنا وماريليم (عام 2009) جميع هذه الأفلام من إخراج ليوناردوا بيراتشونى . كانت الموسيقى التصويرية لفيلم الأسود (1992 من إخراج جان كارلو سولدى) تحتوى على أغنية أكوه أو المياة لكنه كمؤلف موسيقى كتب الموسيقى التصويرية لفيلم نينى (1977 من إخراج سالفاتوره سامبيرى).

## تقديرات وجوائز
هناك العديد من التقديرات التي منحت لجوتشى لنشاطة الفنى:
استلم جوتشى عام 1975 جائزة تيكنو لنشاطة الفنى مع كلاً من Vinicius de Moraes Fausto و Fausto Amodei و Umberto Bindi و Fabrizio De André و Enzo Jannacci.
حصل عام 1987- على Targa Tenco للمقطوعة الموسيقية شيروككو Scirocco .
عام 1990 Targa Tenco عن أغنية الأسئلة المعتادة .
عام 1994 Targa Tenco عن ألبوم Parnassius Guccini.
عام 2000 Targa Tenco عن أغنية ليس لدى القوة .
حصل على جائزة Librex Montale " الشعر من أجل الموسيقى عن أغنية الأسئلة المعتادة .
كان جوتشى منذ عام 1992 وحتى عام 1997 رئيساً للجنة التحكيم للجائوة الأدبية " Ghostbusters ".
في عام 1992 اكتشف عالم حشرات مغرم بموسيقى جوتشى نوع جديد من الفراشات في سلسلة جبال الأبينيني وأعطى لها اسم Parnassius mnemosyne guccinii.
فاز كلاً من جوتشى وماكيفيللى عام 1997 بجائزة Alassio الأدبية عن كتاب عن أوروبا مع Macaronì عن رواية القديسين والمجرمين .
حصل جوتشى عام 1995 على جائزة Tributo ad Augusto Daolio بسبب مشاركته في ألبوم لأهداف خيرية Tributo ad Augusto.
فاز كلاً من جوتشى وماكيفاللى بالطبعة السنوية بمهرجان بوليتشه عن رواية القديسين والمجرمين.
اكتشف لوتشانوا تيزى Luciano Tesi وجابرييله كاتانى Gabriele Cattani كويكباً وأعطوا له اسم 39748جوتشى.
أصبح أيضاً «شارع باولو فيبرى 43» في عام 2000 عرض مسرحى ذو نجاح بارز، والذي قام بالتمثيل فيه تونى ماتزارا Toni Mazzara وستيفانو ديللوتشو Stefano Dell'Accio والذي تم إهدائه ألى فرانشكسو جوتشى.
تم إدراج قصة «العشاء» ضمن المختارات الأدبية «حكايات القرن العشرين» (I Meridiani – Mondadori)
احتفلت بلدية كابرى في خريف 2003 بالعيد الأربعين لمشوار جوتشى مهدية له معرضاً «الفصول» لحياته اليومية.
حصل عام 2004 على la Targa Ferrè وهي جائزة مرموقة مهداة للشاعر المشهور.
حصل عام 2005 على الجائزة الوطنية " جوسيبى جاكوسكا Giuseppe Giacosa – كلمة للموسيقى)
في يوم السابع عشر عام 2006 فاز جوتشى بجائزة مدينة سان لاتزاروا .
في يوم التاسع والعشرين من عام 2006 منح مجلس البلدية Porretta Terme لقب المواطن الفخرى لإعطائة هيبة للمدينة.
في يوم السادس من شهر أغسطس عام 2006 حصل جوتشى أثناء البطولة الإيطالية التقليدية للكذب حيث قدم جوتشى نفسه على خشبة المسرح قائلاً: «أهلاً أنا لوتشو داللا Lucio Dalla».
في مارس عام 2007 فاز جوتشى بكاتانزاروا Catanzaro بالجائزة الفضية لأفضل ألبوم .
في مايو عام 2007 تم تكريمه في احتفال سيررافاللى نور 2007 Serravalle Noir 2007
مع لوريانو ماكيفاللى عن رواية «تونجو والأخرين Tango e gli altri».

## روابط خارجية
- فرانشيسكو غوتشيني على موقع IMDb (الإنجليزية)
- فرانشيسكو غوتشيني على موقع ألو سيني (الفرنسية)
- فرانشيسكو غوتشيني على موقع ميوزك برينز (الإنجليزية)
- فرانشيسكو غوتشيني على موقع أول موفي (الإنجليزية)
- فرانشيسكو غوتشيني على موقع أول ميوزيك (الإنجليزية)
- فرانشيسكو غوتشيني على موقع ديسكوغز (الإنجليزية)
- فرانشيسكو غوتشيني على موقع قاعدة بيانات الفيلم (الإنجليزية)
- فرانشيسكو غوتشيني على موقع كينوبويسك (الروسية)